# Demasiada felicidad
Demasiada Felicidad (en inglés, Too Much Happiness), es una colección de cuentos de la escritora canadiense Alice Munro, publicada en agosto de 2009. Contiene diez cuentos, con el último de ellos (el cuento que le da el título a la colección), basado en la matemática rusa Sofia Kovalévskaya (1850-1891), mezclando realidad con ficción. Munro se basa en anécdotas y textos de su conocimiento para construir las historias plasmadas en sus cuentos, en los cuales, sus personajes nacen, viven, sufren y mueren con naturalidad, sin emociones intensas ni complejas artimañas.

## Cuentos

### Dimensiones
Doree se plantea visitar a su esposo Lloyd, recluido en una institución mental por haber asesinado a sus tres hijos. Con la ayuda de una terapeuta y un nuevo empleo en una nueva ciudad, tratará de continuar con su vida. En su tercer intento de llegar al lugar donde está Lloyd, entra y se encuentra con él. Esto se repite durante un tiempo, en el que los dos conversan pero no se dicen mucho. Doree encuentra consuelo por lo sucedido de forma inesperada, cuando Loyd le envía una carta a su lugar de trabajo, en la que le dice que tiene la certeza de que sus hijos están vivos en otra dimensión. Oculta esto a la señora Sands, su terapeuta, temerosa de que la vaya a criticar por haber continuado sus visitas a Lloyd.

### Ficción
El cuento está dividido en dos partes. En la primera, Joyce y Jon viven en las afueras de un poblado de la Columbia Británica. Ella es profesora de música y él se dedica a la carpintería. Jon recibe a Edie, una alcohólica rehabilitada y aspirante a carpintera para que trabaje con él. Edie tiene una hija de nueve años. Él se enamora de Edie, terminando su relación con Joyce. En la segunda parte, Joyce se encuentra en una segunda relación con Matt, neuropsicólogo y violinista aficionado, años después de haber terminado su unión con Jon. No vuelve a tener contacto directo con él, pero se entera de algo acerca de dicha separación que la hace replantear sus actitudes en aquel entonces.

### El Filo de Wenlock
Es el primer cuento de la colección narrado en primera persona. Una estudiante de la Universidad de London (la narradora), que vive en una residencia de estudiantes, conoce a Nina, con quien tendrá que compartir su habitación. Nina le cuenta su historia de vida a su compañera, contándole que se casó y fue madre muy joven. La narradora termina, sin quererlo, inmiscuida en la vida de Nina. 

### Pozos Profundos
Sally está casada con Alex, un geólogo, con quien tiene tres hijos: Kent, Peter y Savanna. Los cinco se van un día de excursión para celebrar que Alex publicó su primer artículo en solitario en una publicación relacionada con su profesión. Fueron a los riscos de Osler (en Saskatchewan), donde Kent cae en una grieta y se fractura los pies. Ese evento cambió la vida de Kent, a pesar de no haber sufrido secuelas físicas más graves que una cojera. No termina la universidad y pierde contacto con su familia.

### Radicales Libres
Rich y Nita viven en pareja, después de que Rich dejara a su esposa Bett, quien ahora vive en Arizona. La vida de Nita cambia al fallecer Rich, quien era mucho mayor que ella. Nita padece cáncer, atravesando por terapias y consumo de medicamentos al momento de la muerte de su pareja. Ella no organizó un funeral para él, ordenando sepultarlo de inmediato. Además, empieza a percibir que ya no tiene un propósito de vida, no solo por la muerte de Rich, sino por su enfermedad. La muerte de Rich la tomó por sorpresa, pensando que —por su enfermedad— sería ella quién moriría primero. Un día, al despertar, un hombre tocó a su puerta y entró a la casa, fingiendo ser un funcionario de la empresa  local de energía eléctrica. Tanto Nita como aquel hombre sostienen una larga conversación, en la que aquel hombre le cuenta la historia de su vida.

### Cara
Segundo cuento narrado en primera persona, siendo uno de los pocos de Munro donde el narrador es un personaje masculino. Un hombre (el narrador) nace con una mancha oscura en uno de los lados de su cara. Desde el día de su nacimiento, su padre manifiesta aversión hacia él, aunque también muestra hostilidad ante otras situaciones y con otras personas. Relata su vida, desde la infancia hasta la jubilación, haciendo énfasis en su amistad con Nancy, una amiga de la infancia.

### Algunas Mujeres
Una mujer vieja recuerda su juventud y narra la experiencia de su primer empleo, como cuidadora de un hombre moribundo de leucemia a los trece años. El hombre es Bruce Crozier, un veterano de la Segunda Guerra Mundial que conoció a su esposa, Sylvia, en la universidad, donde estudió historia y se licenció. Después de su boda con Sylvia (a quien se le conoce en la historia como la joven señora Crozier), él fue diagnosticado con la enfermedad. Ambos se fueron a vivir a la casa de la madrastra de él, la vieja señora Crozier. Como Sylvia trabaja en la universidad como profesora, no dispone de tiempo para cuidar de su esposo, por lo que contrata a la narradora. Dorothy —el nombre de pila de la vieja señora Crozier—, contrata a Roxanne, una masajista profesional para que la atienda en su casa. Roxanne toma confianza y decide subir a la habitación de Bruce, a quien después de conocer, le brinda tiempo ya sea conversando con él, o jugando a las damas chinas. La narradora no ve con buenos ojos la actitud despreocupada de Roxanne, a quien juzga como «una persona inferior». Roxanne y Dorothy desaprueban el hecho de que Sylvia trabaje en lugar de cuidar a su marido, como muchos habitantes del pueblo en el sur de Ontario donde el cuento toma lugar. Sin motivo aparente, el día en que Sylvia salía de vacaciones de su empleo, Bruce le pide a su cuidadora que lo encierre con llave en su habitación, que esconda la llave y se la dé a su esposa cuando ésta regrese. Después de haber terminado con sus masajes a Dorothy, Roxanne sube las escaleras y va a la habitación de Bruce, pero al ver que la puerta está asegurada con llave, comienza a preocuparse y patea la puerta. Roxanne sugiere que se debe llamar a la policiía, pero la vieja señora Crozier desaprueba dicha sugerencia, por lo que la masajista se marcha sin despedirse. Mientras se va, Dorothy le recuerda que no es ella quien manda en su casa, poniendo fin a la aparente amistad —y complicidad— que existía entre las dos. La cuidadora interpreta la preocupación de Roxanne como su miedo a la posible determinación de Bruce de suicidarse. Cuando Sylvia regresa le entrega las llaves, por lo que ella sube a la habitación de su marido. Más adelante baja y se encarga de llevar en su auto a la cuidadora a su casa. Al salir, la narradora nota el coche de Roxanna parqueado cerca a la salida de la casa, que se marcha al ver a Sylvia tranquila en su auto. 
Mientras van en el auto, Sylvia le explica a la narradora que su marido se encerró porque estaba harto de Roxanne y Dorothy. El tono triunfal de la joven señora Crozier, hace que la ciudadora llegue a concluir que Roxanne y Sylvia estaban compitiendo por la atención de Bruce, algo que catalogó como «un premio insignificante». Para ella, todo esto representó «la carnalidad a las puertas de la muerte». Bruce muere antes de la llegada del otoño, en una casa que Sylvia rentó al lado de un lago. Roxanne se marcha con su esposo y sus tres hijos a otra ciudad, debido al empleo de éste. Dorothy sufre un derrame cerebral pero se recupera, siendo conocida después por brindar caramelos de halloween a los niños pequeños a cuyos hermanos mayores había echado de su casa. La narradora finaliza su relato con la siguiente frase: «Yo me hice mayor, y vieja».

### Juego de Niños
Marlene y Charlene son dos niñas que, en su infancia, siempre eran erróneamente tomadas por hermanas mellizas aunque no tienen ningún nexo familiar. Marlene es la narradora del cuento, en el que se describe su visita a un campamento de verano, al que Charlene asiste. Ambas intercambian historias en sus primeros días allí: Charlene habla de la vez que —por accidente— miró a su hermano mayor fornicando con su novia, al entrar en su cuarto buscando al gato; Marlene le cuenta de Verna, una niña «especial» con la que compartió una casa doble. en la que vivían Marlene y su familia junto con la señora Home y Verna, su nieta. Charlene siente aversión hacia Verna, quien, según ella, la agrede y molesta cada vez que puede. Verna asiste a la misma escuela que Charlene, pero en una parte separada del resto del alumnado, donde estudian las «especiales». Charlene le anuncia a Marlene que Verna y el resto de la especiales están en el campamento, dos días antes de que termine. Después del campamento, Charlene y Marlene no vuelven a tener contacto sino hasta mucho después, cuando la primera yace moribunda —debido a un cáncer pulmonar— en un hospital de Toronto y la segunda va a visitarla por pedido de la enferma, quien le pide que contacte a un sacerdote de Guelph, su pueblo natal, para que le realice una visita. En la parte final del cuento, se da a conocer que Charlene y Marlene ahogan a Verna el último día del campamento, cuando todas las niñas asisten a la playa para darse el último baño del verano.

### Madera
La historia se centra en Roy, un tapicero y restaurador de muebles que disfruta ir al bosque, derribar árboles y cortar madera.

### Demasiada Felicidad
Último cuento de la colección. Se centra en el periplo de la matemática y escritora rusa Sofia Kovalévskaya alrededor de Europa. En la historia se narra su viaje desde Francia hasta Estocolmo, en donde falleció de neumonía a los 41 años de edad.

## Adaptaciones
El Teatro Estudio 87, de Bogotá, presentó la pieza teatral "Raquel", dirigida por Moisés Ballesteros. Es una adaptación del cuento "Radicales libres". La obra se presentó al público en febrero de 2022, con Luisa Acuña interpretando a Raquel (Nita, en el cuento) y Cristian Gil interpretando al hombre que toma como rehén a Raquel.